# Fanny Appes Ekanga
Fanny Appes Ekanga, née le 9 juin 1989 à Angossas, est une athlète camerounaise.

## Carrière
Fanny Appes Ekanga est médaillée d'argent du relais 4 × 100 mètres aux Championnats d'Afrique de 2010 à Nairobi  et aux Jeux de la Francophonie de 2017 à Abidjan et médaillée de bronze sur cette même épreuve aux Jeux africains de 2011 à Maputo.